# Số Reynolds

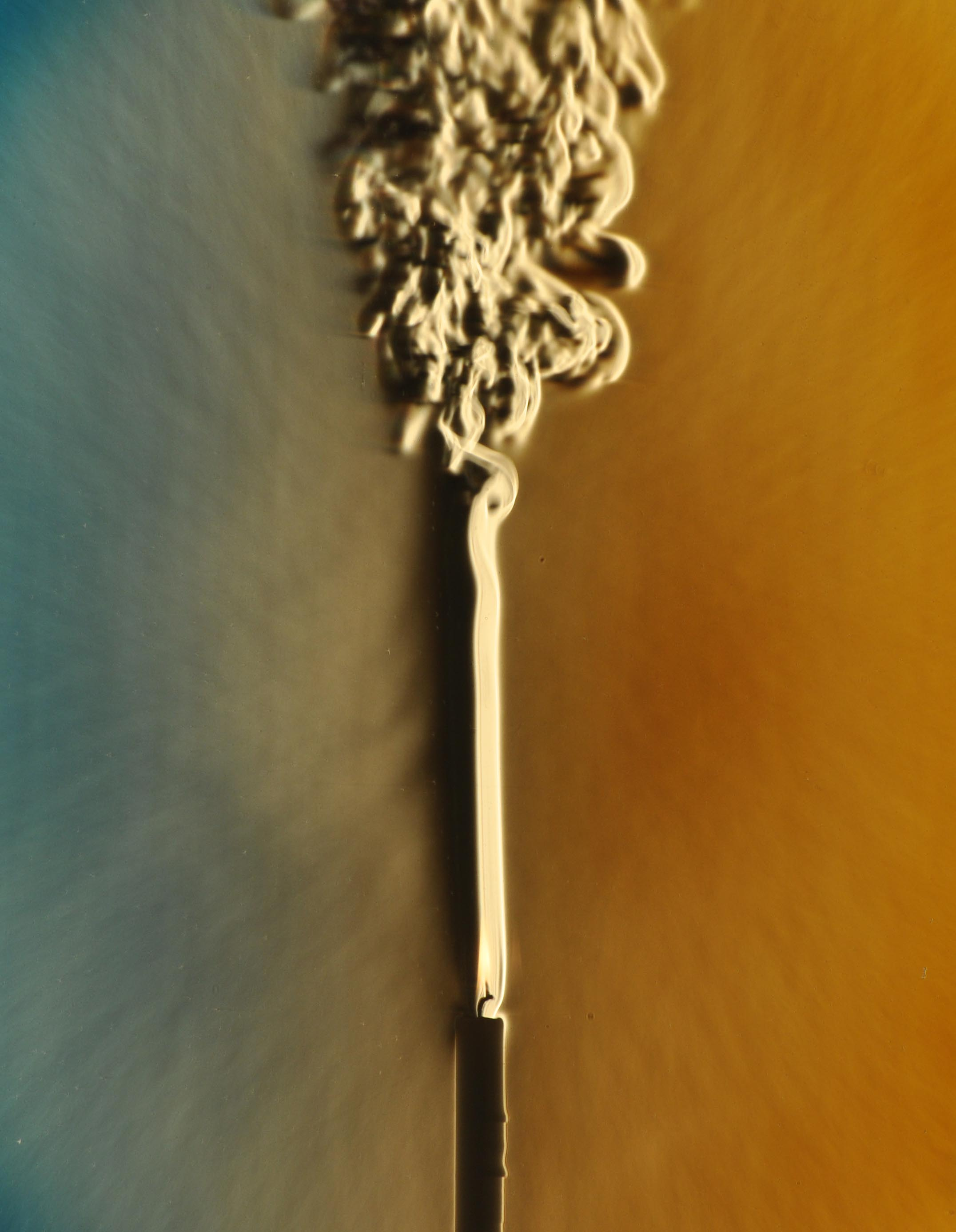
Chùm khí từ chiếc nến này chuyển đổi từ tầng sang rối. Số Reynolds có thể được sử dụng để dự đoán nơi sự chuyển đổi xảy ra

Đường xoáy xung quanh một vật hình trụ. Nó có thể xảy ra xung quanh các vật hình trụ và cầu, với bất cứ chất lỏng nào, kích cỡ hình trụ và vận tốc chất lỏng cho biết rằng dòng chảy có số Reynolds khoảng giữa 40 và 1000.

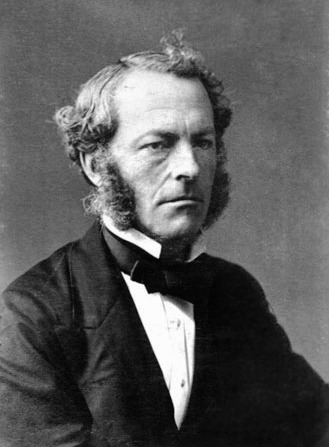
Ngài George Stokes, người giới thiệu số Reynolds

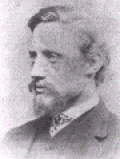
Osborne Reynolds, người làm phổ biến khái niệm này

Trong cơ học chất lưu, số Reynolds là một giá trị không thứ nguyên biểu thị độ lớn tương đối giữa ảnh hưởng gây bởi lực quán tính và lực ma sát trong (tính nhớt) lên dòng chảy.
Nó được sử dụng rộng rãi trong nhiều ứng dụng khác nhau, từ dòng chảy chất lỏng trong một ống dẫn đến sự di chuyển của không khí qua cánh máy bay.
Khái niệm này đã được giới thiệu bởi George Gabriel Stokes vào năm 1851, nhưng số Reynolds đã được đặt tên bởi Arnold Sommerfeld vào năm 1908 sau khi Osborne Reynolds (1842-1912) phổ biến việc sử dụng nó vào năm 1883

## Định nghĩa
Số Reynolds thường được ký hiệu là Re và được tính theo công thức:
{\displaystyle Re={\rho ul \over \mu }={ul \over \nu }}
trong đó:
- {\displaystyle \rho } là mật độ vật chất của môi trường đang xét (đơn vị kg/{\displaystyle m^{3}})
- u là vận tốc đặc trưng của dòng chảy (m/s)
- l là quy mô tuyến tính (độ dài) đặc trưng của dòng chảy (m)
- {\displaystyle \mu } là độ nhớt động lực học của môi trường
- {\displaystyle \nu } là độ nhớt động học của môi trường

## Đặc trưng

### Đặc trưng cho tỉ lệ giữa lực quán tính và lực ma sát trong của môi trường
Nếu viết lại công thức tính số Re về dạng
{\displaystyle Re={\rho vl \over \mu }={ul \over \nu }={\rho u^{2}l^{2} \over \mu ul}}
ta sẽ thấy rằng số Re đặc trưng cho tỉ lệ công của lực quán tính đối với công của lực nhớt của môi trường chất lỏng. Khi lực quán tính lớn hơn rất nhiều so với lực nhớt thì khi đó dòng chảy sẽ chuyển sang rối. Theo đó mà số Re được dùng để phân loại dòng chảy.

### Tiêu chí phân loại dòng chảy theo độ rối của nó
Số Reynolds có thể sử dụng như một tiêu chí để phân loại dòng chảy, tùy theo các dạng dòng chảy mà ta có các giới hạn khác nhau của số Re, đối với dạng dòng chảy trong ống trụ ta có:
- Dòng chảy có Re ≤ 232
- 0 là dòng chảy tầng
- Dòng chảy có 104 > Re > 2300 là dòng chảy chuyển tiếp từ chảy tầng sang chảy rối hay còn gọi là chảy quá độ
- Dòng chảy có Re ≥ 104 là dòng chảy rối;

Đối với ống dẫn mặt cắt hình tròn đường kính d thì công thức được viết thành:
{\displaystyle Re={vd \over \nu }} hay {\displaystyle Re={vd\rho  \over \mu }}
Và nếu l (m) là chiều dài, d (m) là đường kính của ống dẫn thì chúng ta có bảng thực nghiệm sau:
| Re, l/d | 1    | 5    | 10   | 20   | 30   | 40   | 50  |
| ------- | ---- | ---- | ---- | ---- | ---- | ---- | --- |
| ≤ 2300  | 1,9  | 1,44 | 1,28 | 1,13 | 1,05 | 1,03 | 1,0 |
| 104     | 1,65 | 1,34 | 1,23 | 1,13 | 1,07 | 1,03 | 1,0 |
| 2.104   | 1,51 | 1,27 | 1,18 | 1,10 | 1,05 | 1,02 | 1,0 |
| 5.104   | 1,34 | 1,18 | 1,13 | 1,08 | 1,04 | 1,02 | 1,0 |
| 105     | 1,28 | 1,15 | 1,10 | 1,06 | 1,03 | 1,02 | 1,0 |

Lưu ý: Trong các ngôn ngữ khác như tiếng Anh, tiếng Nga, ngoài Độ nhớt động học - kinematic viscosity (Ký hiệu ν như công thức trên), còn xây dựng thêm khái niệm Độ nhớt động lực học - dynamic viscosity, ký hiệu: μ. Trong đó ν = μ / ρ (m²/s) với ρ - khối lượng riêng của chất lỏng (hoặc khí).

## Dòng chảy trong ống dẫn
Với dòng chảy trong một ống dẫn số Reynolds được định nghĩa bằng phương trình:
{\displaystyle \mathrm {Re} ={\frac {\rho {v}D_{\mathrm {H} }}{\mu }}={\frac {{v}D_{\mathrm {H} }}{\nu }}={\frac {{Q}D_{\mathrm {H} }}{\nu A}}}
trong đó:
- DH là đường kính thủy lực của ống (đường kính bên trong nếu ống tròn) (m).
- Q là lưu lượng dòng chảy (m³/s).
- A là diện tích tiết diện ống (m²).
- υ là vận tốc trung bình của chất lỏng (m/s).
- μ là độ nhớt động lực học của chất lỏng (Pa·s = N·s/m² = kg/(m*s)).
- ν (nu) là độ nhớt động học (ν = μ/ρ) (m²/s).
- ρ là khối lượng riêng của chất lỏng (kg/m³).

Với các hình dạng như vuông, chữ nhật hoặc ống hình vòng mà có chênh lệch chiều dài chiều rộng đáng kể, thứ nguyên đặc trưng của dòng chảy bên trong được đưa về đường kính thủy lực, DH, định nghĩa bởi phương trình:
{\displaystyle D_{\mathrm {H} }={\frac {4A}{P}},}
trong đó A là diện tích tiết diện và P là chu vi ướt. Chu vi ướt của một máng là tổng chu vi của tất cả phần thành máng mà tiếp xúc với dòng chảy. Nghĩa là phần của máng tiếp xúc với không khi không được bao gồm trong chu vi ướt.
Với ống tròn, đường kính thủy lực bằng với đường kính bên trong ống, D là:
{\displaystyle D_{\mathrm {H} }=D.}
Với ống hình vòng, ví dụ như máng ngoài của thiết bị trao đổi nhiệt ống-trong-ống, đường kính thủy lực có thể tối giản thành:
{\displaystyle D_{\mathrm {H,annulus} }=D_{\mathrm {o} }-D_{\mathrm {i} }}
trong đó
Do là đường kính bên trong của ống bên ngoài
Di là đường kính bên ngoài của ống bên trong
Với tính toán liên quan đến các ống không tròn, đường kính thủy lực có thể thay thế có đường kính ống, với độ chính xác tương đối, nếu tỉ lệ AR của mặt cắt nằm trong phạm vi 1/4 < AR < 4.

## Dòng chảy trong ống rộng
Với dòng chảy giữa hai mặt phẳng song song—nơi mà có chiều rộng lớn hơn nhiều khoảng cách giữa hai mặt—thứ nguyên đặc trưng bằng với khoảng cách giữa hai mặt.

## Dòng chảy trong máng mở
Với dòng chảy ở một bề mặt mở, bán kính thủy lực phải được xác định. Đây là khu vực tiết diện của máng được chia ra bởi chu vi ướt. Với một máng hình bán nguyệt, nó là nửa bán kính. Với máng hình chữ nhật, bán kính thủy lực là khu vực tiết diện bị chia bởi chu vi ướt. Có tài liệu sử dụng thứ nguyên đặc trưng là bốn lần bán kính thủy lực, vì nó sẽ cho giá trị Re của sự xâm nhập của sự rối giống với dòng chảy trong ống, trong khi một số tài liệu sử dụng bán kính thủy lực là thang độ dài đặc trưng với kết quả là có giá trị Re khác với giá trị của dòng chảy rối.